# Kyrie (canção)
Kyrie é o segundo single do álbum Welcome to the Real World, o segundo da banda americana de pop rock e new wave Mr. Mister. Lançado no final de 1985 é a música mais conhecida da banda depois de "Broken Wings" e conseguiu atingir o numero 1 nas paradas de sucesso dos Estados Unidos, Canadá, Noruega e na billboard TOP Rock tracks sendo a única da banda a atingir #1 nos últimos dois gráficos. Devido a sua letra de forte tema espiritual chegou a se acreditar que Mr. Mister tocava rock cristão.[carece de fontes?]

## Faixas
7" Single
| N.º | Título                     | Duração |  |
| 1.  | "Kyrie" (Edição de single) | 4:10    |  |
| 2.  | "Run to Her"               | 3:36    |  |

12" Single
| N.º | Título                    | Duração |  |
| 1.  | "Kyrie" (Edição do album) | 4:24    |  |
| 2.  | "Run to Her"              | 3:36    |  |
| 3.  | "Hunters of the Night"    | 5:07    |  |